# Cerbois
Cerbois település Franciaországban, Cher megyében. Lakosainak száma 398 fő (2022. január 1.). Cerbois Brinay, Lazenay, Limeux, Lury-sur-Arnon, Preuilly és Quincy községekkel határos.

## Népesség
A település népessége az elmúlt években az alábbi módon változott:
| Lakosok száma | 296  | 253  | 313  | 419  | 444  | 432  | 435  | 416  | 407  | 398  |
|               | 1968 | 1982 | 1990 | 2006 | 2013 | 2015 | 2017 | 2019 | 2020 | 2022 |